# Village du patrimoine culturel ukrainien
Le Village du patrimoine culturel ukrainien (anglais : Ukrainian Cultural Heritage Village, ukrainien : Село спадщини української культури) est un musée en plein air avec des animateurs costumés se donnant pour but de reconstituer à des fins éducatives les colonies des ukrainiens en Alberta, au Canada. En particulier, il représente les vies des colons ukraino-canadien de 1899 à 1930.
Les édifices se situent sur d'anciens lieux de vie des communautés dans le centre-est de l'Alberta, et ont été restaurés dans leur état du début du XXe siècle.
Le Village utilise la technique de l'histoire vivante et les animateurs restent « dans leur personnage » quasiment en permanence.

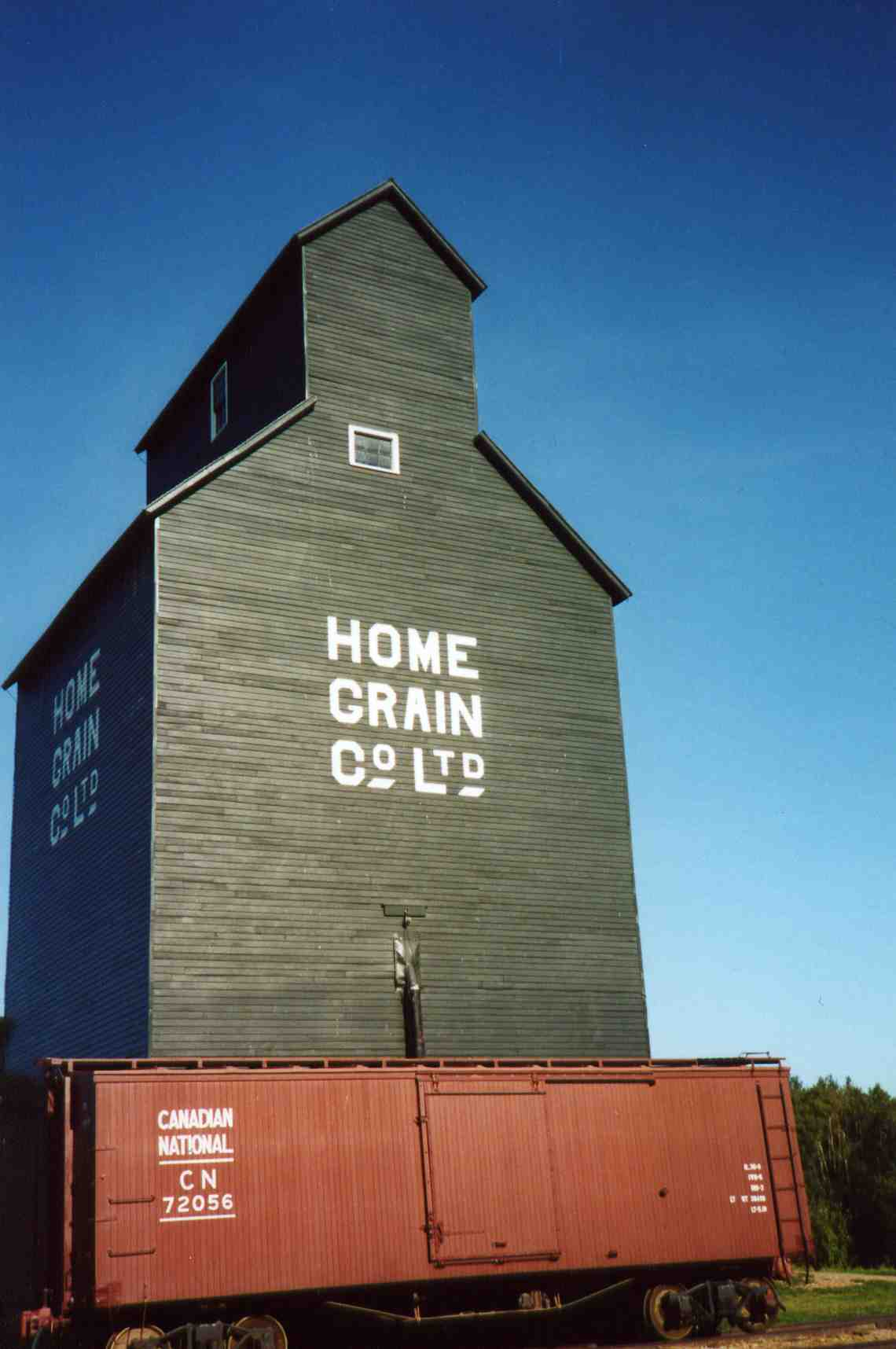
l'Élévateur à grains de Home Grain Co., construit vers 1922, restauré à l’apparence de 1929.

Le Village se situe dans le comté de Lamont, sur la route Yellowhead, au bord Est du Parc national Elk Island. Il se trouve dans la réserve de biosphère de Beaver Hills.